# Некропола са стећцима Ченгић Бара
Некропола са стећцима Ченгић Бара, је споменик културе смештен у општини Kалиновик, налази се на листи 30 средњовековних некропола стећака које су 2016. године проглашене Светском баштином УНЕСЦО-а. На листи су 22 некрополе у Босни и Херцеговини, по 3 у Србији и Црној Гори, а 2 у Хрватској .

## Локација
Ченгића Бара је летње сточарско насеље смештено у високом крашком пољу, које се зове Kладово поље, а налази се на Зеленгори. Од Kалиновика је удаљено око 11 км ваздушне линије у правцу југозапада.

## Опис
Од 1954. до 1956. године, Шефик Бешлагић извршио је евидентирање и обраду некропола са стећцима у околини Kалиновика. 
У самоме средишту локалитета смештена је некропола са 52 стећка. Сви стећци израђени су од кречњака и потичу из каменолома који се налази око 100 метара од некрополе у правцу југоистока. Углавном заступљени су сандуци. У некрополи се налази 35 сандука, од чега је знатан број високих. Велики број сандука је са постољем. Сљемењака има шест и они су доста високи, што је једна од карактеристика ове некрополе. Остатак стећака чине плоче (11 примерака).
Најзаступљенији мотиви на стећцима су; тордирана врпца и фризови са повијеним тролистовима, затим мотиви штита и мача, биљних стилизација, крижева у кружним венцима, птица, јелена и сцена лова на јелене те кола и турнира. На стећку бр. 45 евидентиран је и натпис у босанској ћирилици који говори да ту лежи Стојан Оподиновић. Натпис у транлитерацији гласи:
1. ред: А СЕ ЛЕЖИ СТЬН ОПОДИНОБ - 2. ред: ИВЬ
У транскрипцији наслов гласи; А се лежи Ст [о] Ьн (Стојан) ОподиновичЬ 
Знатан број стећака оштећен је услед дуготрајног деловања атмосферилија. Стећци су веома угрожени присуством биљних организама, лишаја и маховина. Велики је број утонулих стећака па не постоје коначни подаци о заступљености и разноврсности декоративних мотива.